# تي-28 تروجان
طائرة تي-28 تروجان (بالإنجليزية: North American Aviation T-28 Trojan)‏ ، هي طائرة عسكرية مخصصة للتدريب القوات الجوية الأمريكية ، وقد صدرت الطائرات إلى بعض الدول كالسعودية والبرازيل واليابان وفيتنام ونحو ذلك.

## وصلات خارجية
- National Museum US Air Force - Factsheet T-28 Trojan
- Warbird Alley: T-28 page
- T-28 FENNEC : History + 2006 inventory
- T-28 Trojan Registry: The histories of those aircraft that survived military service
- North American T-28 Trojan (Variants/Other Names: AT-28; Fennec)